# Marie Louise de Marsan
Marie Louise de Rohan, grevinna de Marsan, född 7 januari 1720 i Paris, död 4 mars 1803 i Regensburg, var en fransk hovfunktionär. Hon var guvernant till Frankrikes barn 1754–1776.

## Biografi
Marie Louise var dotter till prins Jules de Soubise och Anne Julie de Melun. Efter föräldrarnas död i smittkoppor 1724 växte hon och hennes bror upp vid hovet hos sin farbror Hercule Mériadec de Rohan, prins de Guéméné. Hennes bror var vän till Ludvig XV. 
Hon vigdes 1736 med Gaston Jean Baptiste de Lorraine, greve av Marsan och Walhaim (1721–1743). Ceremonin förrättades av hennes fars farbror kardinal de Soubise. Hon fick inga barn. Hon blev änka vid sin makes död i smittkoppor 1743 och levde sedan vad som beskrevs som ett tillbakadraget och fromt liv i flera år. 

### Hovkarriär
Hon ärvde 1754 tjänsten som kungabarnens guvernant av sin faster Marie Isabelle de Rohan. Som sådan fick hon i praktiken ansvaret för kronprinsens barn. Hon uppfostrade Ludvig XVI och hans syskon. Hennes favorit var Ludvig XVII. Ludvig XIV noteras ha haft ett ansträngt förhållande till henne och undvek hennes mottagningar sedan han blivit vuxen. Hon hade ett ansträngt förhållande till Elisabet, och föredrog Clothilde. År 1775 följde hon Clothilde efter dennas giftermål som resesällskap då hon skulle möta sin nya make i Savojen.  

### Senare liv
Hon avgick 1776 till förmån för sin brorsdotter Victoire de Rohan i likhet med många andra ur hovpersonalen i protest mot Marie-Antoinettes avsmak för etikett. År 1777 använde hon sitt inflytande hos kungen till att få ett ämbete åt sin kusin Louis de Rohan. Under halsbandsaffären 1785 utmärkte hon sig som en centralfigur bland den konservativa adel som stod i opposition mot Marie Antoinette. 
Hon lämnade Frankrike vid utbrottet av franska revolutionen 1789 och avled under exil i Regensburg i Tyskland.